# Waxiang
Waxiang (kinesiska: 瓦乡) är en socken i Kina. Den ligger i den autonoma regionen Tibet, i den sydvästra delen av landet, omkring 530 kilometer öster om regionhuvudstaden Lhasa. Antalet invånare är 651. Befolkningen består av 311 kvinnor och 340 män. Barn under 15 år utgör 27,0 %, vuxna 15-64 år 68 %, och äldre över 65 år 3,0 %.
Genomsnittlig årsnederbörd är 669 millimeter. Den regnigaste månaden är juli, med i genomsnitt 124 mm nederbörd, och den torraste är december, med 3 mm nederbörd.